# Olympe Abogados
Olympe Abogados es un despacho de abogados abierto en 2020 en Valencia, España, especializado en defensa jurídica feminista, antirracista y derechos del colectivo LGBTIQ+.

## Historia
Fue abierto por Rocío Moya e Isaac Guijarro en 2020, en Valencia,  con el propósito de especializarse en la defensa feminista, antirracista y derechos del colectivo LGBTIQ+. El nombre del despacho proviene de Olympe de Gouges, feminista francesa que publicó la Declaración de los Derechos de la Mujer y de la Ciudadana en 1791 y fue guillotinada.
Guijarro fue víctima de insultos homófobos en febrero de 2020, tras una discusión de tráfico. Denunció los hechos pero la jueza del Juzgado nº 21 de Valencia descartó que se tratase de delito de odio.  La Fiscalía Provincial de Valencia recurrió el auto, y el agresor fue condenado en 2023 por la Audiencia Provincial de Valencia a tres meses de prisión, el pago de una indemnización y asistir a un curso sobre derechos LGBT.
En julio de ese mismo año, asesoraron a la cómica Elsa Ruiz, tras recibir acoso y comentarios transfóbicos en redes sociales.
En diciembre de 2020 representaron al pianista James Rhodes en una demanda contra el político Juan Carlos Girauta, y del eurodiputado ultraderechista Hermann Tertsch, por una serie de comentarios publicados en redes sociales contra el músico tras aparecer en un anuncio navideño de Campofrío.
En 2022 Olympe Abogados presentó dos quejas ante el departamento deontológico del Colegio de Abogados de Madrid y de Valencia contra dos abogados que publicaron comentarios homófobos y vejatorios en redes sociales contra los fundadores del despacho, tras haber participado en una mesa de debate organizada por Podemos.
En 2023 representaron a Pilar Lima, secretaria general de Podemos en la Comunidad Valenciana, cuando denunció a El hormiguero ante la Fiscalía por delitos de odio y discriminación cuando Miguel Lago, colaborador del programa, se refirió a ella como «sorda» y «bollera».
En febrero de 2024 la Audiencia Provincial de Barcelona condenó a seis meses de prisión y el pago de una indemnización a una mujer por delito de odio a través de redes sociales por insultos transfóbicos realizados en 2020 contra una mujer trans, representada por Guijarro.
En febrero de 2025 consiguieron la indemnización más elevada que ha recibido una persona trans en España por discriminación, en un caso contra la ONG Inserta Andalucía.

## Premios y reconocimientos
En 2021 Moya y Guijarro obtuvieron el «Premio al cerebro más diverso», otorgado por BBrainers, iniciativa de Vestalia Asociados.
En 2023, el Ministerio de Igualdad otorgó a Olympe Abogados el Reconocimiento Arcoiris, por «su activismo por los derechos LGTBI desde el ámbito jurídico, especialmente durante el proceso de desarrollo de la Ley Trans y LGTBI».
En 2024 recibieron el premio Baeza Diversa, otorgado por el Ayuntamiento de Baeza, en la categoría Diversidades, por «su reconocida acción profesional y activismo a través del ejercicio del derecho, integrando el feminismo, los derechos del colectivo LGBTIQ+, y el antirracismo, como ejes fundamentales de su intervención jurídica».